# Csillagháborús terv

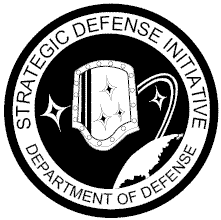
Az SDI logója

A stratégiai védelmi kezdeményezés (angol nevén Strategic Defense Initiative, rövidítve SDI (ejtsd „esz-dí-áj”), népszerűbb nevén csillagháborús tervezet Ronald Reagan amerikai elnök kezdeményezésére indult el 1983. március 23-án. Az SDI célja földi és űrbéli telepítésű fegyverek használata volt stratégiai atomfegyvereket hordozó ballisztikus rakéták ellen. A kezdeményezés szakított a korábbi stratégiai támadási doktrínával, a kölcsönös pusztulás elméletével, és inkább a stratégiai védelemre összpontosított. Bár a teljes stratégiai védelmi rendszer soha nem készült el vagy lépett hadirendbe, az SDI-jal kapcsolatos kutatások a napjainkban is kifejlesztés alatt álló antiballisztikus rakétarendszer kutatását is segítették. 1984-ben az SDI elmélet gyakorlati megvalósítására megalapították a Strategic Defense Initiative Organization-t (rövidítve SDIO, magyarul stratégiai védelmi kezdeményezési szervezet). Az SDIO az amerikai hadügyminisztérium alá tartozik – nevét 1993-ban Bill Clinton elnök BMDO-ra változtatta (Ballistic Missile Defense Organization, ballisztikus rakéták ellen védő szervezet). A névváltoztatás a feladat megváltozását is tükrözte: a szervezet célja az országos rakétavédelemről a hadszíntéri védelemre, azaz egy globális méretű védelemről regionális méretű védelemre változott. Ez a szócikk az SDIO védelmi tevékenységével foglalkozik.

## Az SDI előtti stratégiai rakétavédelem
Nem az SDI volt ez első, ballisztikus atomrakéták elleni amerikai védelmi rendszer. Az 1960-as években a Sentinel-program célja egy korlátozott védelmi képesség kifejlesztése volt, bár ezt a rendszert soha nem állították hadrendbe. A Sentinel során kifejlesztett technológiákat később a Safeguard-program hasznosította. E program részeként végül is egyetlenegy észak-dakotai Minuteman rakétasilót védő rendszert állítottak hadrendbe, melyet alig négy hónapnyi idő után deaktiváltak. Az 1970-es évek során a Szovjetunióban hadrendbe állítottak egy mai napig is működő rakétavédelmi rendszert, amely Moszkvát és környékét védi.
Az SDI egyedülálló a szovjet és a korábbi amerikai rakétavédelmi kezdeményezések sorában, mivel űrtelepítésű védelmi rendszerekkel is számolt, szemben a hagyományosan használt földi telepítésű rendszerekkel. Az SDI emellett szinte teljes mértékű védelmet kívánt elérni egy tömeges rakétatámadás ellen is, míg a korábbi rendszerek csak korlátozott védelmi képességekkel és területi fedettséggel, továbbá csak egy kisebb támadás visszaverésével számoltak.

## Kezdeti lendület
1979 őszén Reagan kérésére Daniel O. Graham dandártábornok kidolgozott egy általa High Frontiernek nevezett programkoncepciót. A program földi és űrtelepítésű stratégiai védelemmel foglalkozott, mivel ezek az újonnan megjelenő technológiáknak köszönhetően már elvileg elérhető közelségbe kerültek. Az új koncepció szakított volna a kölcsönös pusztulás elméletével, amelyet Reagan és kollégái öngyilkosságnak tartottak.
A stratégiai védelmi kezdeményezés kezdetben egy atombomba robbanása által gerjesztett röntgenlézerre összpontosított. Ennek elméleti hátterét a Lawrence Livermore kutatóközpontban dolgozók, így Peter Hagelstein és az O csoport fejlesztette ki az 1970-es évek vége és az 1980-as évek eleje között. Az O csoportot Lowell Wood fizikus vezette, Teller Ede egyik jó barátja.
Hagelstein áttöréséről Teller Ede 1983-ban számolt be Reagan elnöknek, aki ezt követően 1983. március 23-án tartotta meg az azóta elhíresült „csillagháborús” beszédét.
„Arra kérem a tudományos világot, akiktől az atomfegyvereket is kaptuk, hogy a kimagasló adottságaikat állítsák az emberiség és a béke szolgálatába – tegyék számunkra lehetővé, hogy ezeket az atomfegyvereket elavultnak és impotensnek tekinthessük.”
Ez a beszéd, a március 8-ai „gonosz birodalom” beszéddel együtt, elindította a hidegháború utolsó részét, ahol a Szovjetunióval szembeni nukleáris feszültség a kubai rakétaválság óta a legmagasabb szintre lépett. A hidegháború a Szovjetunió szétesésével nem egész egy évtizeddel később ért véget.
A program űrtelepítésű része lézerek segítségével kívánta a nukleáris robbanófejekkel felszerelt szovjet interkontinentális ballisztikus rakétákat (ICBM) lelőni. Hans Bethe Nobel-díjas fizikus 1983 februárjában a röntgenlézer megismerésének céljából egy kétnapos eligazításra utazott Livermore-ba, és „bár a lézer tudományos újdonsága lenyűgözte Bethét, a tudós meglehetősen szkeptikus volt arról, hogy ez bármi módon is hozzájárulhat Amerika védelméhez.”

## Programok és programtervek

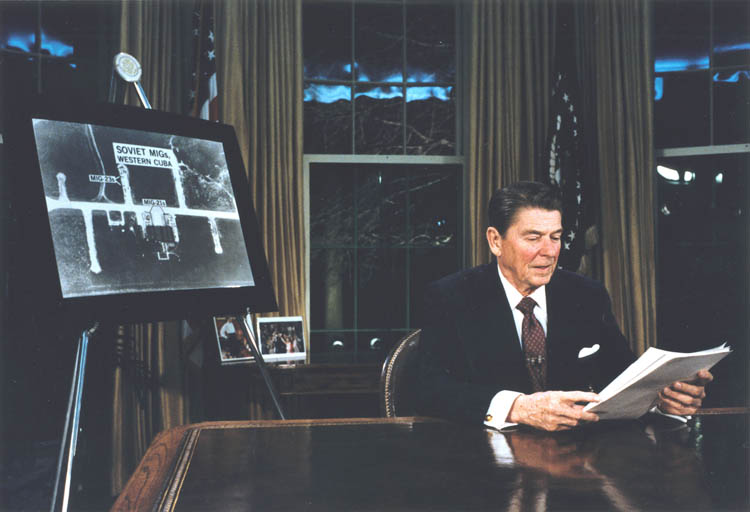
Reagan elnök 1983. március 23-i nemzetbiztonsági beszéde, amelyben bejelenti a stratégiai védelmi kezdeményezést

1984-ben megalakult a Strategic Defense Initiative Organization (SDIO), feladata az SDI program felügyelete volt. Az SDIO-t James Alan Abrahamson légierős dandártábornok vezette, aki korábban a NASA űrrepülőgép-programjáért volt felelős. Az SDIO által kezdeményezett kutatási és fejlesztési programok jelentős technológiai újításokhoz vezettek a számítástechnika, a miniatürizáció, a szenzorok és a rakétatechnika terén. E fejlesztések eredményei a napjainkban is használt rendszerek alapjait képezik.
A program eredetileg olyan nagyméretű rendszerekkel foglalkozott, amelyek célja egy szovjet támadás semlegesítése volt. A fenyegetés csökkenésével azonban a program iránya is inkább kisebb rendszerek felé tolódott, amelyek véletlen vagy korlátozott számú kilövés leküzdésére irányultak.
1987-re az SDIO kifejlesztette a Strategic Defense System Phase I Architecture nevű országos rakétavédelmi koncepciót, amely földi és űrtelepítésű szenzorokból és fegyverekből, valamint egy központi harcirányító rendszerből állt. A napjainkban használt Ground-Based Midcourse Defense (földi telepítésű középhatótávolságú védelmi rendszer) ebből a Phase I Architecture-ből fejlődött ki.
Az 1991-es országértékelő beszédében George H. W. Bush elnök átértékelte az SDI fő küldetését. Az észak-amerikai kontinenst érő nagyméretű rakétatámadás semlegesítéséről a hadszíntéri rakétavédelemre került hangsúly. Az új rendszer neve Global Protection Against Limited Strikes (GPALS) lett (magyarul „globális védelem korlátozott mértékű támadás ellen”).
1993-ban a Clinton-kormány még tovább mozdította a rakétavédelmi program koncepcióját a földi telepítésű elfogó rakéták és a regionális védelem felé, amikor megalapította a Ballistic Missile Defense Organizationt (BMDO) és ezzel véget vetett az SDIO-nak. A ballisztikus rakétavédelmi programot George W. Bush kormánya keltette életre a National Missile Defense (nemzeti rakétavédelmi terv) és a Ground-Based Midcourse Defense programokkal.

## Földi telepítésű rendszerek

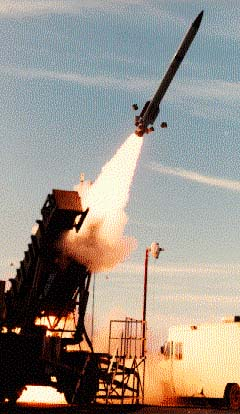
Extended Range Interceptor (ERINT) rakéta indítása a White Sands-i rakétakísérleti telepről

### ERINT – Extended Range Interceptor
Az ERINT-program („megnövelt hatótávolságú elfogórakéta”) az SDI harctéri rakétavédelmi programjának volt része, a FLAGE – Flexible Lightweight Agile Guided Experiment egyik további fejlesztése („flexibilis, könnyű, mozgékony irányított [rakéta]kísérlet). A FLAGE célja olyan irányítható lövedék kifejlesztése volt, amely a lövedék becsapódása által semmisítette meg a támadó rakétát. A kísérlet célja annak bizonyítása volt, hogy egy kisméretű, mozgékony, radarvezérelt fegyver képes az elfogáshoz megfelelően pontos vezérlésre.
A FLAGE kísérlet sikeresen eltalált egy MGM–52 Lance ballisztikus rakétát 1987-ben a White Sands Rakétakísérleti Telepen. Az ERINT a FLAGE-hez hasonló prototípus-rakéta volt, de az új szilárd hajtóanyagos rakétahajtóművével a FLAGE-nél gyorsabb volt és nagyobb magasságot ért el.
A BMDO vezetése alatt később az ERINT lett a MIM–104 Patriot légvédelmi rendszer rakétája.

### HOE – Homing Overlay Experiment

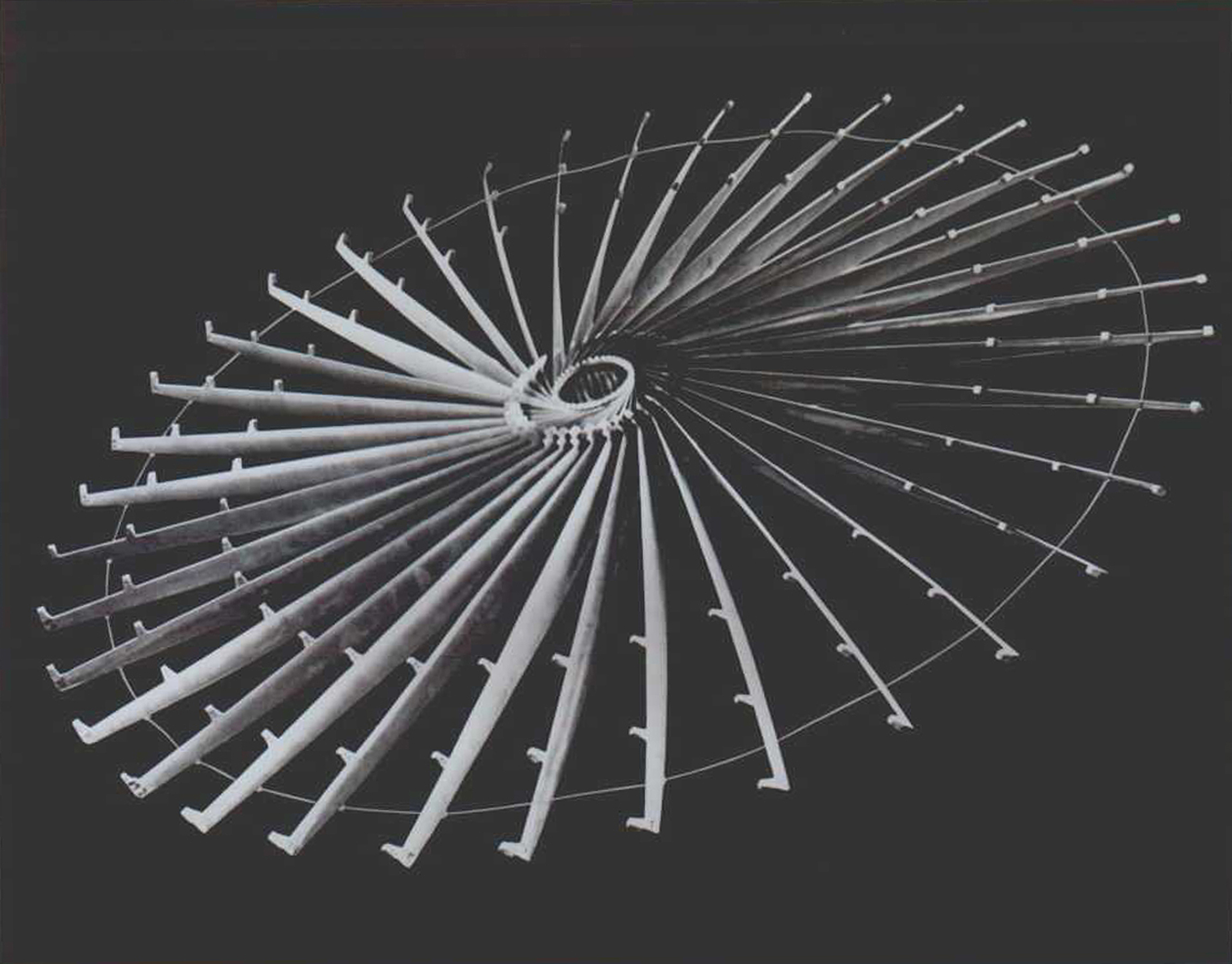
A Homing Overlay Experiment 4 méter átmérőjű lapátkereke

A HOE („célkövetőeszköz-kísérlet”) az amerikai hadsereg első olyan kísérleti rendszere volt, amelyik az ellenséges rakéta megsemmisítéséhez nem robbanást, hanem a lövedék becsapódását használta. 1983-ban és 1984-ben összesen négy kísérleti HOE kilövésre került sor – az első három a vezérlőrendszerek vagy a szenzorok elégtelensége miatt kudarcot vallott, de a negyedik kilövés sikerrel járt. A HOE technológiáját később az ERIS kifejlesztéséhez használta fel az SDIO.

### ERIS – Exoatmospheric Reentry-vehicle Interception System
Az ERIS-t („rakétafejeket légkörön kívül elfogó rendszer”) 1985 elején fejlesztette ki az SDI földi telepítésű rendszerének részeként a Lockheed. Az 1990-es évek elején legalább kettő kísérleti kilövést végeztek el. A rendszert soha nem állították handrendbe, de a technológiát a THAAD – Terminal High Altitude Area Defense és a Ground-Based Midcourse Defense rakétavédelmi rendszerek is átvették.

## Irányított energiájú rendszerek

### Röntgenlézer

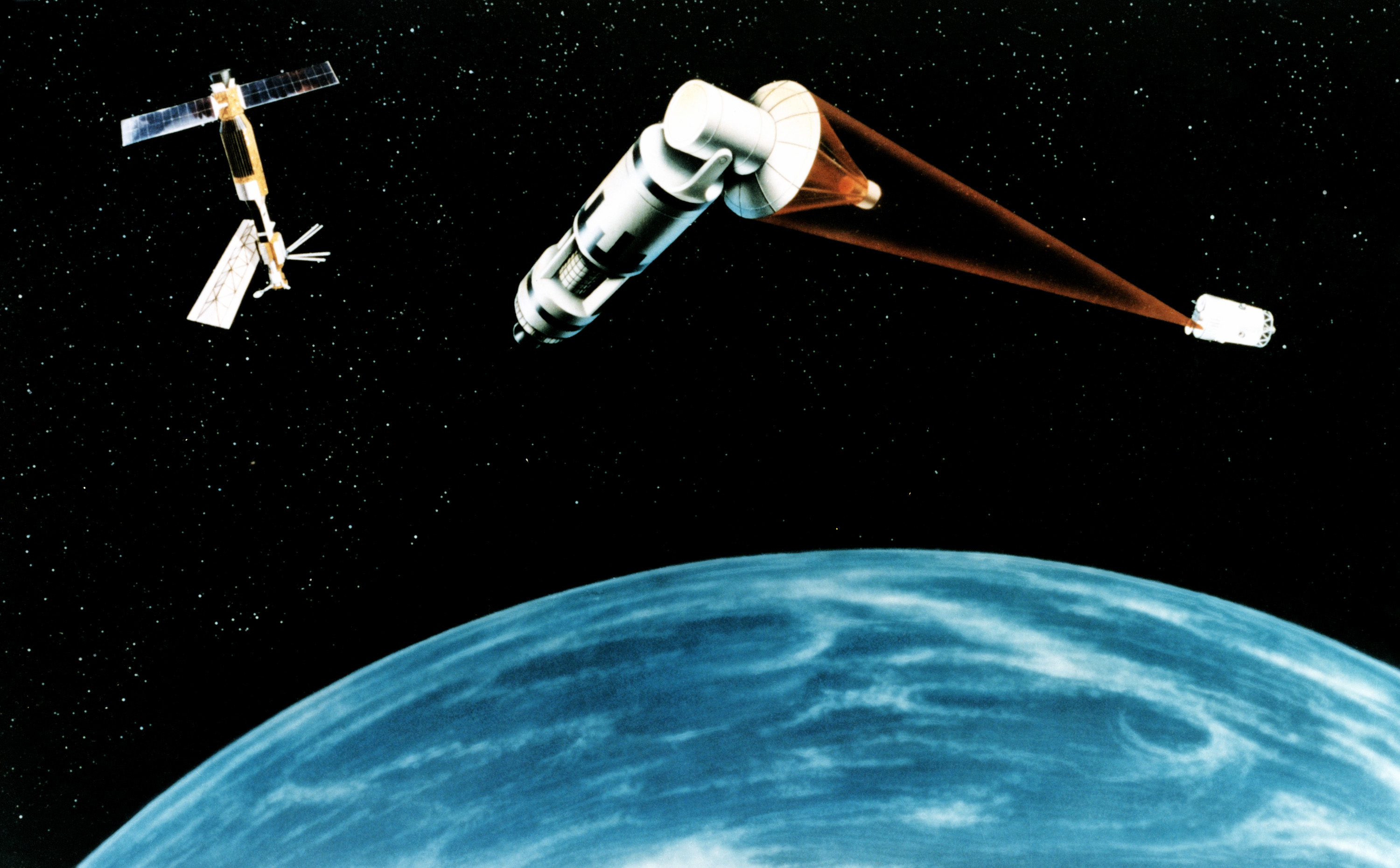
Rajzolói elképzelés egy űrtelepítésű lézeres műholdvédelmi rendszerről, 1984-ből. A kép nem egy adott rendszert ábrázol, csupán egy általános koncepciót

A Teller Ede, Lowell L. Wood, Peter L. Hagelstein, és Roy Woodruff nevével fémjelzett programot a Lawrence Livermore kutatóközpontban indították az 1980-as évek elején, amely több évnyi kutatómunka, tíz kísérlet és több milliárd dollár befektetett tőke után tévútnak bizonyult. A livermore-i intézetben indult programot végül 1990-es évek elején szüntették be, miután Teller és Wood kormányzat felé történő folyamatos félretájékoztatása után a kísérleti eredmények bebizonyították, hogy a lézer fényereje sokkal gyengébb, mint azt Tellerék lefestették nagyszabású ismertetéseikben. A lézer fényét egy atombomba gerjesztette volna, de a fókuszálási és mérési problémák miatt sok évtizedes kutatásra lett volna szükség, így az R-programot megszüntették, illetve beleolvasztották egyéb programokba.
A program korai fázisában ugyanis arra a feltételezésre kerestek bizonyítékot, hogy egy atombomba gerjesztene egy sor röntgenlézer nyalábot. A rendszert egy atomháború kitörésekor tengeralattjárókról indított rakétákkal juttatnák közel a támadó rakétákhoz, majd később az atombombákat hordozó műholdak látnák el ezt a feladatot. A rengeteg röntgenlézer-nyaláb elvileg egy szinte áthatolhatatlan védelmi pajzsot jelentene.